# Simon van Doornik
Simon van Doornik (Doornik, ca. 1130 - ca. 1201) was eind 12e eeuw professor filosofie en theologie aan de Universiteit van Parijs. Zijn geboortedatum is onzeker, maar hij doceerde reeds in 1184. Men leidt dit af uit het feit dat hij in dat jaar samen met Gerard de Pucelle, de bisschop van Coventry, een document ondertekende. Van zijn medeondertekenaar is bekend dat deze in 1184 overleed.
Simon doceerde gedurende tien jaar filosofie aan de Universiteit van Parijs. Naar men zegt was hij briljant. Daarna schakelde hij met evenveel succes over op de theologie. In zijn onderwijs maakte hij onder andere gebruik van de geschriften van Aristoteles, waarvan de werken in de laatste decennia van de 12e eeuw steeds meer bekend raakten. Dit bracht hem uiteindelijk onder verdenking van de vijanden van de nieuwe filosofie.
Al zijn bewaard gebleven werken geven overigens blijk van een orthodox Rooms-katholicisme.
- Gemeinsame Normdatei: 100960944
- International Standard Name Identifier: 0000 0003 8846 0054
- Library of Congress Control Number: n85314143
- Nationale Bibliotheek van Israël: 987007511772805171
- Nederlandse Thesaurus van Auteursnamen: 091295734
- Système universitaire de documentation: 026671441
- Virtual International Authority File: 281658741
- WorldCat: E39PBJbRjwMdwHq6xKK9RJWMT3